# Кризотиніб
Кризотиніб (англ. Crizotinib, лат. Crizotinibum) — синтетичний лікарський препарат, що належить до групи інгібіторів тирозинкінази кінази анапластичної лімфоми ALK, що застосовується перорально.

## Фармакологічні властивості
Кризотиніб — синтетичний лікарський засіб, який належить до групи інгібіторів протеїнтирозинкінази. Механізм дії препарату полягає в інгібуванні кінази анапластичної лімфоми ALK та інгібітором рецепторів фактора росту гепатоцитів HGFR, RTK, ROS1, і рецептора RON. Це призводить до пригнічення проліферації та збільшення апоптозу в чутливих до препарату клітинних лініях пухлинних клітин. Кризотиніб за результатами клінічних досліджень продемонстрував активність у лікуванні недрібноклітинного раку легень, у тому числі метастатичного, позитивного до ALK або ROS1, при чому збільшилась тривалість життя хворих та виживання хворих. При формах хвороби, нечутливих до кризотинібу, застосовують лікування з використанням бригатинібу.

### Фармакокінетика
Кризотиніб повільно всмоктується після перорального застосування, абсолютна біодоступність препарату становить 43 %. Максимальна концентрація кризотинібу в крові досягається протягом 4—6 годин після прийому препарату. Кризотиніб майже повністю (на 91 %) зв'язується з білками плазми крові. Даних за проникнення препарату через плацентарний бар'єр в грудне молоко немає. Метаболізується препарат у печінці з утворенням неактивних метаболітів. Виводиться препарат переважно із калом, частково із сечею у вигляді метаболітів. Період напіввиведення кризотинібу в термінальному періоді становить 42 години, цей час може збільшуватися у хворих із вираженим порушенням функції печінки або нирок.

## Покази до застосування
Кризотиніб застосовують при недрібноклітинному раку легень, у тому числі метастатичному, позитивному до ALK або ROS1.

## Побічна дія
Найчастішими побічними ефектами при застосуванні кризотинібу є:
- Алергічні реакції та з боку шкірних покривів — шкірний висип.
- З боку травної системи — нудота, блювання, біль у животі, діарея або запор, перфорація порожнистих органів, езофагіт, погіршення апетиту.
- З боку нервової системи — нейропатія, запаморочення, порушення смаку, порушення зору, втрата свідомості.
- З боку серцево-судинної системи — брадикардія, серцева недостатність, підвищена кровоточивість, периферичні набряки, подовження інтервалу QT на ЕКГ.
- З боку дихальної системи — інтерстиційне захворювання легень.
- З боку сечостатевої системи — ниркова недостатність, киста нирки.
- Зміни в лабораторних аналізах — анемія, нейтропенія, лейкопенія, підвищення рівня креатиніну та сечовини в крові, підвищення активності амінотрансфераз, гіпофосфатемія.

## Протипокази
Кризотиніб протипоказаний при підвищеній чутливості до препарату, при вагітності та годуванні грудьми, а також у дитячому та підлітковому віці. Не рекомендовано застосовувати кризотиніб із сильними або помірними інгібіторами CYP3A, зокрема з ітраконазолом, кетоконазолом, позаконазолом, вориконазолом, кларитроміцином, телітроміцином, нефазодоном, мібефрадилом, індинавіром, лопінавіром, ритонавіром, нелфінавіром, саквінавіром, боцепревіром, телапревіром, грейпфрутовим соком, флуконазолом, ципрофлоксацином, еритроміцином, дилтіаземом, верапамілом, ампренавіром, атазанавіром, дарунавіром, фосампренавіром, апрепітантом.

## Форми випуску
Кризотиніб випускається у вигляді желатинових капсул по 0,2 та 0,25 г.